# David J. Nesbitt
David John Nesbitt (* 1953) ist ein Chemiker, Biochemiker und Physiker am Joint Institute for Laboratory Astrophysics (JILA), einer Einrichtung der University of Colorado Boulder und des National Institute of Standards and Technology. Er ist für seine experimentellen und theoretischen Beiträge zum Verständnis der Molekularstruktur und Dynamik von Molekülen mit schwachen Bindungen mittels hochauflösender Infrarot-Laserspektroskopie bekannt.
Nesbitt machte 1975 an der Harvard University seinen Bachelor in Physik und Chemie. Zunächst arbeitete er zwei Jahre als Lehrer an einer High School, bevor er wieder als Student an die University of Colorado Boulder ging, wo er 1981 bei James T. Hynes und Stephen R. Leone mit der Arbeit Laser kinetic studies of electronic energy transfer, chemical chain reactions, and vibrational relaxation phenomena: experiment and theory einen Ph.D. erwarb. Als Postdoktorand arbeitete er am National Bureau of Standards und bei C. Bradley Moore an der University of California, Berkeley.
Nesbitt hat am Jila und an der University of Colorado Professuren inne.
Er erhielt unter anderem 1997 den Earle K. Plyler Prize der American Physical Society, 1999 den William F. Meggers Award der Optical Society und 2002 den Bourke Award der Royal Society of Chemistry. 1987 wurde er Forschungsstipendiat der Alfred P. Sloan Foundation (Sloan Research Fellow). Nesbitt ist Fellow der American Physical Society und seit 2013 Mitglied der American Academy of Arts and Sciences.